# 交换费
交换费（英語：Interchange fee）在银行卡产业中用来描述银行间为签收以银行卡为基础的交易而支付的费用。通常由面向持卡人的银行（“发卡行”）向面向商家的银行（“收单行”）收取。不过，也有收单行向发卡行支付交换费的情况，这种交换费也称“逆向交换费”。